# سپتمورییتسی (استان دوبریچ)
سپتمورییتسی (به بلغاری: Septemvriytsi) یک منطقهٔ مسکونی در بلغارستان است که در شهرستان کاوارنا واقع شده‌است.